# 21613 Schlecht
21613 Schlecht è un asteroide della fascia principale. Scoperto nel 1999, presenta un'orbita caratterizzata da un semiasse maggiore pari a 2,3299587 UA e da un'eccentricità di 0,2067750, inclinata di 6,98976° rispetto all'eclittica.